# Rusticle

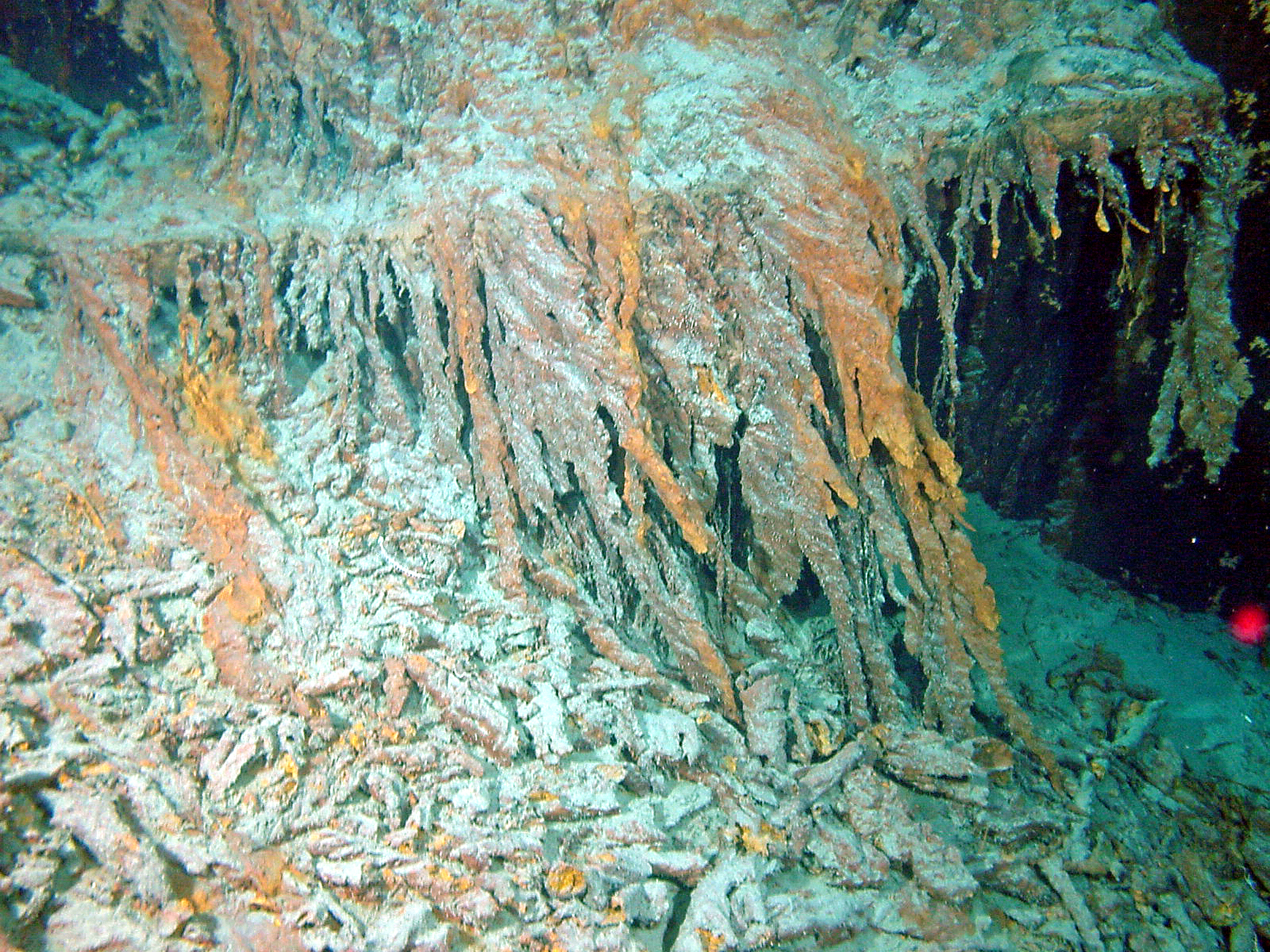
Rusticles an einem Anker der Titanic

Rusticle [ˈɹʌstɪkɫ] ist ein Kofferwort aus engl. rust „Rost“ und icicle „Eiszapfen“, bedeutet wörtlich also „Rostzapfen“. Es ist die englische Bezeichnung für Strukturen, die von eisenzersetzenden Bakterien (Eisenbakterien) in der Tiefsee an Gegenständen aus Stahl oder Schmiedeeisen gebildet werden. Hauptsächlich wird dieser Ausdruck bei alten Schiffswracks mit einer Liegezeit von über 100 Jahren verwendet. Es bilden sich an den Wracks große, eiszapfenähnliche Gebilde – die bekanntesten sind die Tropffiguren an der Titanic. Wissenschaftler rechnen damit, dass die Titanic in den nächsten 80 bis 100 Jahren unter Bildung von Rusticles „aufgefressen“ wird.